# Dorfkirche Pessin

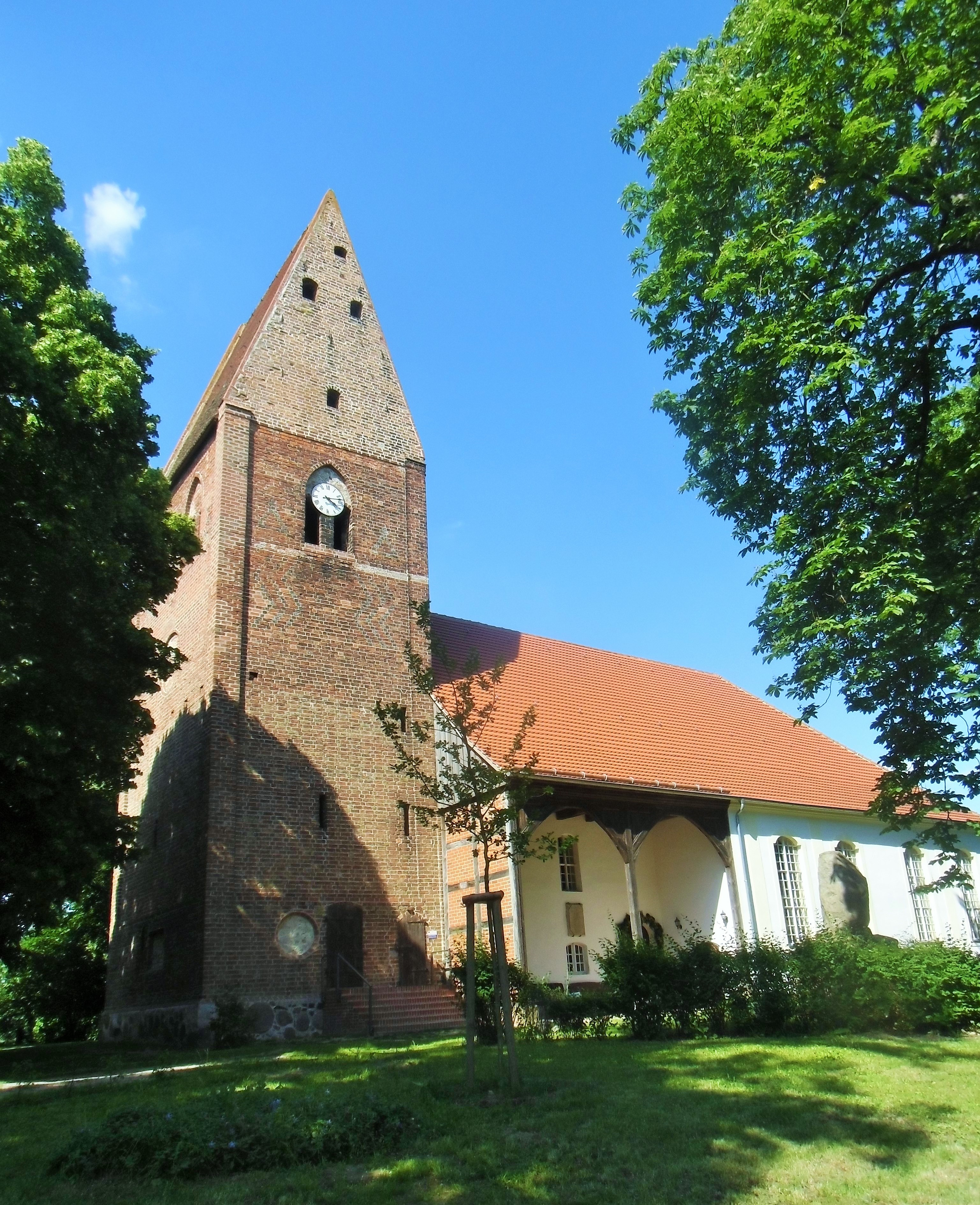
Kirche von Pessin, 2014

Die Dorfkirche Pessin ist die denkmalgeschützte evangelische Kirche von Pessin im brandenburgischen Landkreis Havelland. Die Kirchengemeinde gehört zum Kirchenkreis Nauen-Rathenow der Evangelischen Kirche Berlin-Brandenburg-schlesische Oberlausitz.

## Geschichte
Die Dorfkirche Pessin war einst Filia von Retzow, erstmals erwähnt 1269, sowie mit Pfarrer Boldewin aus Retzow 1372. Seit dem 16. Jahrhundert gilt die Dorfkirche Pessin als eigenständige Kirchgemeinde mit Pfarramt. Ab 1808 war die Dorfkirche Pessin Mutterkirche bis 1943 von der Filialkirche Möthlow und seit 1929 von der Filialkirche Paulinenaue.
Bis 2016 bildeten die evangelischen Kirchengemeinden von Pessin und Paulinenaue den evangelischen Pfarrsprengel Pessin mit Amtssitz der Pfarramtes in Paulinenaue, heute sind beide ehemaligen Kirchengemeinden Ortsgemeinden der Evangelischen Kirchengemeinde Havelländisches Luch. Das Pfarramt hat weiterhin seinen Amtssitz in Paulinenaue. Bis 1963 war Pessin Amtssitz des Pfarramtes des Pfarrsprengels, das Pfarrgrundstück mit dem baufälligen Pfarrhaus wurde jedoch verkauft; der Pfarrer zog in das neue Pfarrhaus nach Paulinenaue. Im 21. Jahrhundert war auch die Kirche baufällig geworden: Der Ziegelfußboden war an einigen Stellen gebrochen, der Echte Hausschwamm hatte die Emporen befallen und die Decke drohte an mehreren Stellen einzustürzen. 2010 gründete sich ein Förderverein, der sich seit dieser Zeit für die Sanierung der Kirche einsetzt. Nach vier Jahren war die Sanierung der Gebäudehülle sowie des Innenraums abgeschlossen. Anschließend wurden sanitäre Anlagen sowie eine Teeküche eingebaut und die Winterkirche energetisch saniert. 2016 eröffnete ein Besucherzentrum des nun auch als Radfahrerkirche Pessin bezeichneten Sakralbaus.

## Baubeschreibung
Die als die älteste Kirche des Westhavellands geltende Dorfkirche wurde im Kern in der zweiten Hälfte des 15. Jahrhunderts errichtet, jedoch werden Teile der Kirche als wesentlich älter erachtet. Sie vereint mehrere Baustile; so ist der ältere aus Feldstein errichtete westliche Teil des Kirchenschiffes dem spätgotischen Feldsteinbau zuzuordnen. Querturm und östliches Kirchenschiff von 1739 sind aus Backstein und werden der Backsteingotik zugeordnet.

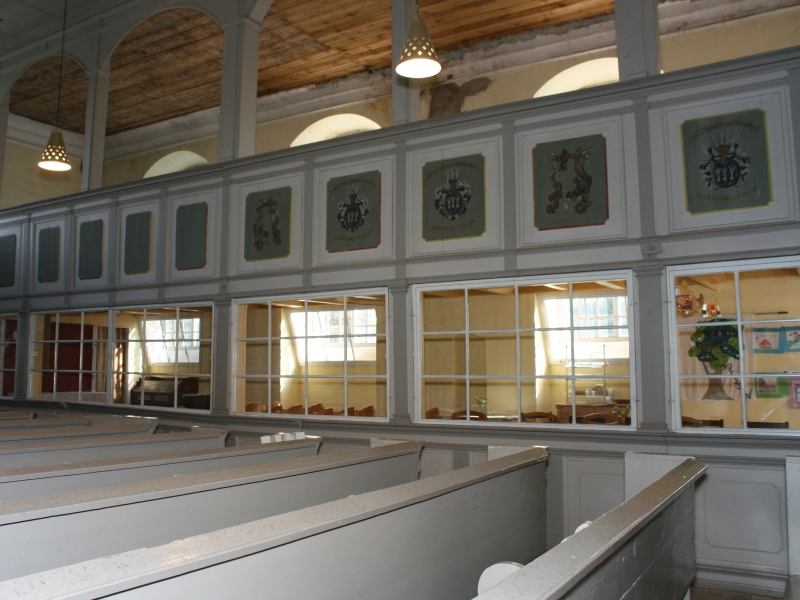
Blick in die Winterkirche unterhalb der Südempore und auf die Wappenmalereien an der Brüstung

Dem älteren Westteil des Kirchenschiffes, der den Anschein erweckt, Rest einer älteren Feldsteinkirche zu sein, wurde an seiner Ostseite im Jahre 1739 ein dreischiffiges verbreitertes Langhaus beigefügt, das den Hauptteil der heutigen Kirche bildet. Die ältere Feldsteinkirche nahm anscheinend die Breite des Turmes ein, wurde jedoch ursprünglich getrennt vom Turm errichtet, dennoch sind am Turm deutliche Spuren der früheren Dachform der Feldsteinkirche zu erkennen.
Dem schmaleren älteren Westteil wurden im Jahr 1739 hölzerne Lauben angefügt, ein seltenes bauliches Detail, das den Eindruck zweier Vorhallen vermittelt. Die Seitenschiffe des 1739 errichteten Langhauses, die jeweils durch Emporen eingenommen sind, bilden die Verlängerung der hölzernen Lauben in gleicher Tiefe. Die Brüstungen der Emporen mit stichbogenförmigen Arkadenabschluss zieren die Wappen der einstigen Pessiner Herrschaften, die durchgehenden Pfeiler der Emporen tragen die einst glatt geputzte und heute mit Deckenplatten versehene Decke.
Die hohen Fenster sind wie die Brüstungen der Emporen mit Stichbögen geschlossen. Die in einfachem Barock gehaltene äußere Fensterform des Kirchenschiffes steht im klaren Gegensatz zu den Öffnungen des Turmes, die klare gotische Bögen aufweisen.
Unterhalb der südlichen Empore wurde eine beheizbare Winterkirche eingerichtet; dazu wurde das Südschiff unterhalb der Empore zum Mittelschiff mittels herausnehmbarer Fenster geschlossen.
Der Turm wurde auf einem Feldsteinsockel, dem Rest eines alten Feldsteinbaues aus dem 13. Jahrhundert, als Querturm mit einer Höhe von 28 Meter errichtet. Seine äußere Hülle besteht aus schönem sauberen Backsteinmauerwerk mit Backsteinen im Format 29 cm × 14 cm × 8 cm im spätgotischen Stil; im Inneren des Turmes fanden auch Feldsteine Verwendung. Die zwei unteren Geschosse weisen ein Kreuzgewölbe auf. In der südöstlichen Ecke im Inneren des Turmes führt eine schmale steinerne Wendeltreppe etwa in halbe Turmhöhe. Die Außenflächen des Turmes sind in Höhe des Sockelgeschosses an der Westseite durch eine rechteckige querformatige geputzte Blende sowie die Nord- und Südseite neben der Turmtür durch eine geputzte Kreisblende verziert. Als weitere Verzierung dienen Ecklisenen, die sich bündig aus dem Sockelgeschoss entwickeln und bis zum Anfang der Giebel emporsteigen. Einzelne Rauten- und Zickzackmuster aus gesinterten Steinen aus dem 15. Jahrhundert schmücken die obere Hälfte des Turmes. Ein sehr steiles Satteldach, das einst einen Dachreiter trug, dessen untere Konstruktion noch seit 1913 im Dachstuhl steckt, bildet den Abschluss des Turmes und dessen Eindeckung aus dem Jahre 1488. Die Schallöffnungen im Giebel sind gekuppelt und haben Stichbögen im Gegensatz zu den anderen Turmöffnungen mit klaren gotischen Bögen.

## Ausstattung

### Altar

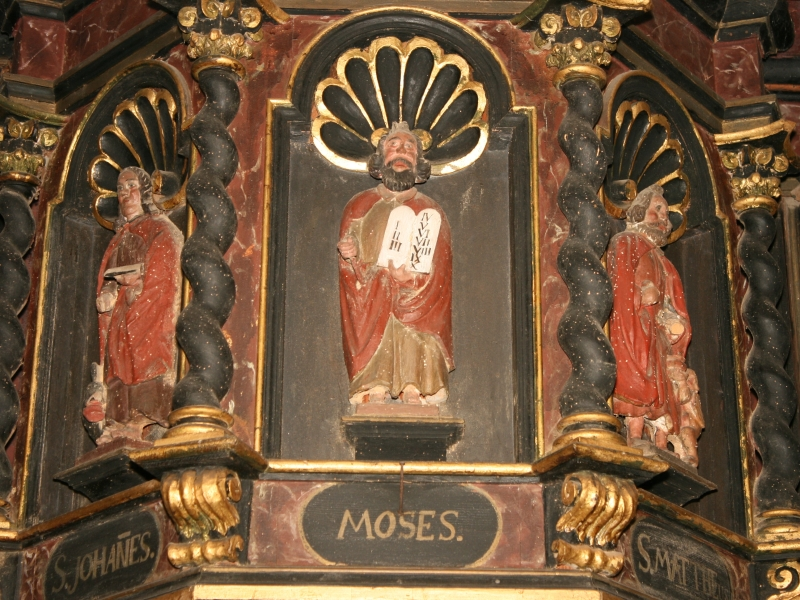
Moses und die Apostel Johannes und Matthäus

Der stattliche Kanzelaltar auf der Südseite im Inneren der Kirche ist ein Werk des Meisters Witte aus Brandenburg an der Havel und wurde laut Inschrift um 1700 erschaffen. Der Altar steht in Verbindung mit der östlichen Empore, die niedriger als die Nord- und Südemporen angelegt ist. Die Apostelfiguren von Petrus links und Paulus rechts zieren in seitlich durchbrochenen Ornamenten den Kanzelaufbau kurz über dem Altar. Darüber findet man in der Mitte Moses umgeben zu seiner Linken von dem Apostel Johannes und zu seiner Rechten vom Apostel Matthäus. Oberhalb der Apostelfiguren folgt die Kanzel, deren Schalldeckel durch zwei Engelsfiguren und den Stern von Betlehem verziert wird.  Neben in Gold gehaltenem Weinlaub, das die gewundenen Säulen zwischen Altar und Kanzel umrankt, befinden sich über dem Schalldeckel und an den Außenseiten in Gold gehaltene Verzierungen in Form von Farnblättern, die den Abschluss des Altars nach oben bzw. an den Seiten bilden.
Der links in nördlicher Richtung neben dem Kanzelaltar und diesem in Bauart sehr ähnliche Patronatsstuhl lässt die Vermutung aufkommen, dass er ebenfalls ein Werk des Meisters Witte ist.

### Orgel

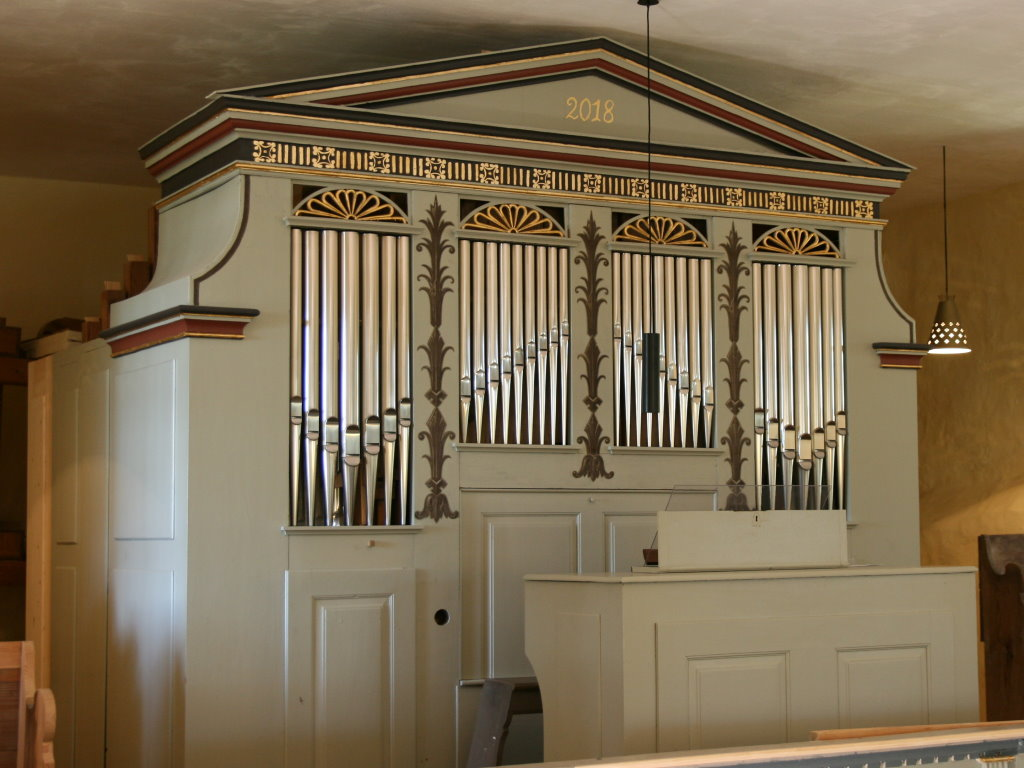
Ratzmann-Orgel

Bis 1957 stand in der Dorfkirche eine Lütkemüller-Orgel aus dem Jahre 1847. Sie hatte ein Manual und Pedal,  zwölf Register, im Prospekt sieben Rundbögen mit 35 Pfeifen und einen freistehenden Spieltisch. Erhalten geblieben von der Orgel ist eine Tür und ein Pfeifenfuß. Die Orgelempore war seitdem leer und die Orgel wurde provisorisch durch ein neben dem Altar stehendes 3-registriges Sauer-Positiv ersetzt.
Am 4. Juli 2016 begann der Umzug und die Restauration der 1821 von Georg Franz Ratzmann aus Ohrdruf für die Dorfkirche Hötzelsroda bei Eisenach erbauten Orgel nach Pessin. Der Umzug und die anschließende Restauration der Orgel (voraussichtlicher Abschluss: September 2018) erfolgte durch die Eberswalder Orgelbauwerkstatt. Die Orgel hat wie die einstige Lütkemüller-Orgel ein Manual und Pedal, allerdings 14 statt ursprünglich zwölf Register. Sie hat zwei Mixturen und Calcantenzug und einen freistehenden Spieltisch und entspricht damit nahezu dem ursprünglichen Instrument. Im Prospekt sind nach der Restaurierung wieder 32 Metallpfeifen zu finden.

### Glocken
Im Turm befanden sich einst drei Glocken. Neben den beiden im Jahre 1867 in Berlin gegossenen Glocken, eine davon wurde aus Spenden finanziert, existiert eine wesentlich ältere Glocke vermutlich aus der Zeit um 1300. Diese war mit 91 Zentimetern Durchmesser die größte der drei und zählte zu den stattlichsten in der Mark. Das Besondere an ihr war die durch das Herstellungsverfahren bedingte Beschriftung in Spiegelschrift. Die Inschrift lautete – rückwärts gelesen und nach Auflösung der Abkürzungen (auf Deutsch):
„O König, Dir zu Ehren, bin ich die heilige Maria, mit Frieden gekommen – bete für uns“.
Darunter fügte der Künstler – wiederum rückläufig zu lesen – in kursiven Minuskeln den Anfang der Abendmahlseinsetzungsworte hinzu (zu deutsch):
Nachdem Herr Jesus gespeist hat, gibt er Brot.
Hinzu kommen die kleinen sauber gezeichneten Darstellungen eines Fisches und einer Hand, die den Becher hält. Sie galt lange Zeit als verschollen, hing aber die gesamte Zeit im Turm. Im Jahr 2019 wurde sie zur Restaurierung in die Niederlande gebracht und anschließend wieder im Turm aufgehängt. Zwei der drei Glocken mussten im Zuge einer Metallspende des deutschen Volkes abgegeben werden und gingen verloren. Die größere der zwei Glocken, sie wurde 1942 abgehängt, hatte einem Durchmesser von 110 cm und einem Gewicht von 860 kg. Im Jahr 2020 wurde das neue Glockengeläut eingebaut, darunter eine Glocke, die 2016 in der Kunstgießerei Lauchhammer hergestellt wurde. Der Förderverein ist seit dem Jahr 2020 auf der Suche nach einer dritten Glocke, die für ein harmonisches Zusammenspiel sorgen könnte.

### Wappenzeichnungen

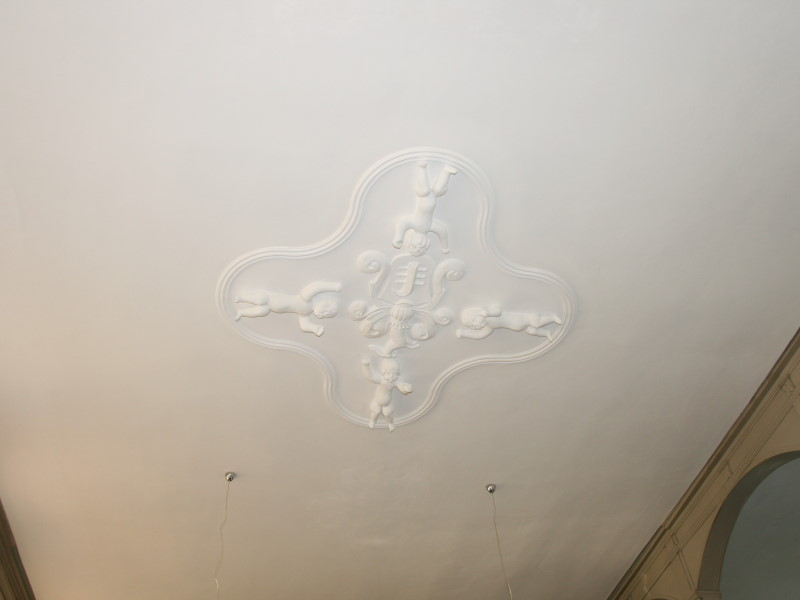
Deckenwappen derer von Bredow

Das Innere der Kirche weist Wappenmalereien an den Brüstungen der Nord- und Südemporen mit Arkadenabschluss auf, das älteste Wappen stammt laut Inschrift von 1755.
Zu finden sind neben den Wappen der Pessiner Herrschaften derer von Knoblauch und deren Ehefrauen wie das Wappen der Pauline von Bardeleben (1811–1884 – Namenspatronin der Gemeinde Paulinenaue), Marie von Platen, Caroline von der Hagen, Gertrud von Zieten (1835–1920), Luise von Winterfeld, Katharina von Plessen sowie das Wappen derer von Klitzing. Alle Wappen wurden um 1900 erneuert.
Die Decke ziert seit 2013 wie einst mittig das Familienwappen derer von Bredow umgeben von gleichen Engelsdarstellungen in jeder Ecke der Decke, dieses sowie die Engel wurde zuvor in den 1950er Jahren während Umbauarbeiten entfernt. Der Förderverein Dorfkirche Pessin e.V., der sich für die Sanierung der Kirche einsetzt, strebte eine Wiederherstellung der Decke mit Wappen und Engel im Rahmen der anstehenden Innenraumsanierung an und konnte diese Vorhaben im Jahr 2013 erfolgreich umsetzen.

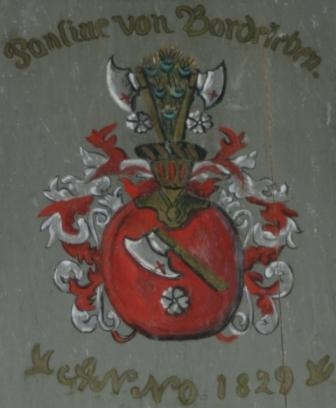
Wappen von Pauline von Bardeleben
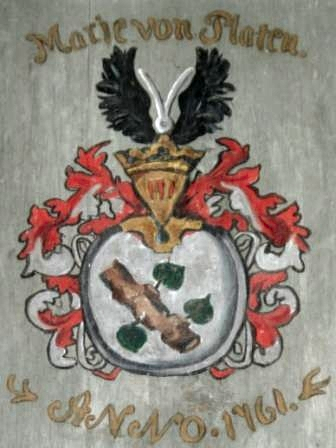
Wappen von Marie von Platen
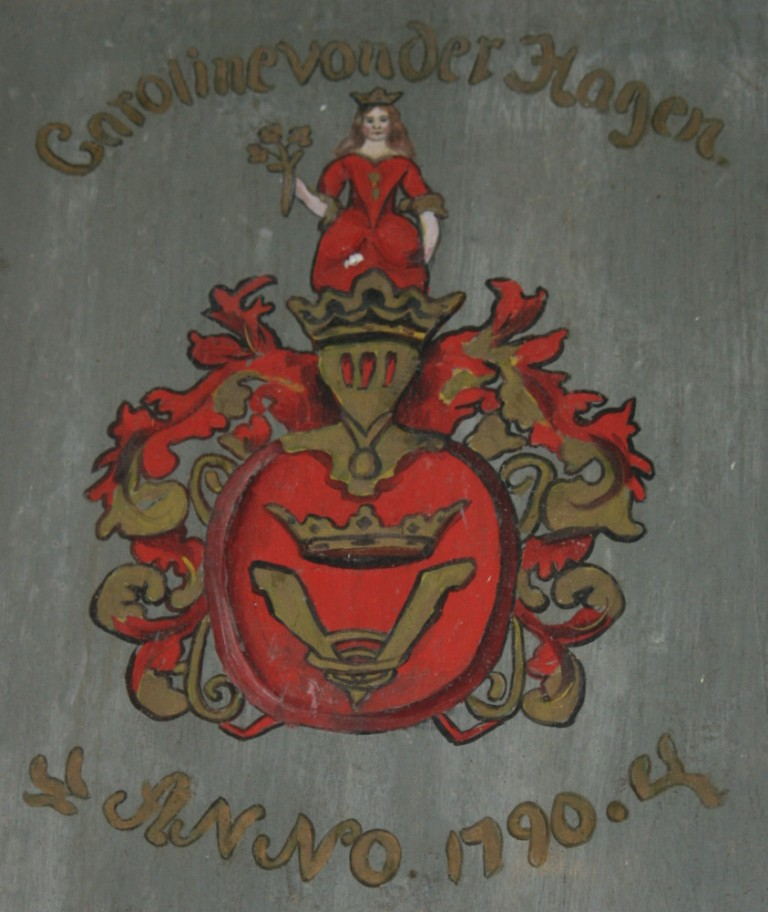
Wappen von Caroline von der Hagen